# Sentier de longue randonnée
Ne doit pas être confondu avec Sentier de grande randonnée.

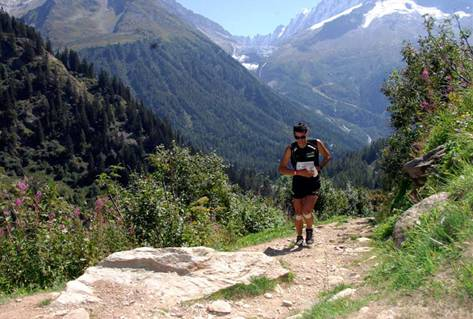
Le tour du Mont-Blanc (TMB) Sentier de longue randonnée

Un sentier de longue randonnée ou sentier de randonnée de longue distance est un sentier de randonnée, en ligne ou en boucle qui, ne pouvant être parcouru en une journée, requiert une progression par étapes. Il peut traverser plusieurs régions et relever de plusieurs subdivisions administratives.
En France, une dénomination pour ce type de sentiers est celle de sentier de grande randonnée, ou GR, et sentier de grande randonnée de pays, ou GRP.